# Eleuthera Island
Eleuthera Island är en ö i Bahamas. Den ligger i den östra delen av landet, 120 km öster om huvudstaden Nassau.